# Bertrando de Toulouse

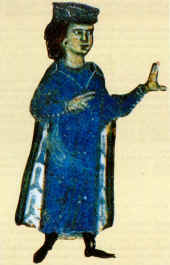
Guilherme IX da Aquitânia o Trovador, rival dos Saint-Gilles (Raimundo, Bertrando e Afonso) pela posse do condado de Toulouse

Beltrão ou Bertrando de Toulouse, ou de Saint-Gilles (c.1065 - 21 de Abril de 1112), foi conde de Toulouse e de Trípoli desde 1105 e até à sua morte. Era filho de Raimundo IV de Toulouse com a sua primeira esposa Eldearda (m.1089), filha de Fulque Bertrando I da Provença.
Casou-se em 1095 com Helena da Borgonha, filha de Odo I, Duque da Borgonha, com a qual teve a seguinte descendência:
- Pôncio de Trípoli, sucessor do pai no Condado de Trípoli
- Filipe (1099-1102)
- Inês, casada com Reinaldo, senhor de Margat.

Quando o seu pai partiu para a Primeira Cruzada em 1096, confiou a Bertrando o governo do condado de Toulouse. Em 1098 este apoderou-se dos privilégios dos cânones de Saint-Sernin, que pediram auxílio à sua prima Filipa de Toulouse e ao seu esposo, o duque Guilherme IX da Aquitânia.
Estes invadiram e ocuparam o condado, aprisionando Bertrando. A situação durou até 1101, quando o duque da Aquitânia também tomou a cruz, empenhando o condado de Toulouse ao próprio Bertrando para pagar a empresa. E de 1101 a 1108, o jovem conde esteve em conflito com o papa Pascoal II sobre a abadia de Saint-Gilles.
Com a morte de Raimundo IV de Toulouse em 1105, Bertrando herdou todos os seus títulos. Quatro anos depois também aderiu às cruzadas, deixando o condado de Toulouse ao seu irmão Afonso-Jordão, ainda menor de idade. Ao chegar a Trípoli, ainda nas mãos dos muçulmanos e cercada pelos cristãos, o seu primo Guilherme-Jordão da Cerdanha tinha tomado a liderança do condado e recusou-se a ceder-lhe a herança do pai.
Na disputa que se seguiu, Guilherme aliou-se a Tancredo da Galileia, regente do Principado de Antioquia, e em resposta Bertrando pediu a intervenção de Balduíno I de Jerusalém, rival deste poderoso príncipe. Com a mediação do rei, que era apoiado por Balduíno de Bourcq e Joscelino de Courtenay, Bertrando e Guilherme acabaram por acordar em cada um manter o controlo das suas próprias conquistas, com o primeiro a prestar vassalagem a Balduíno I e o segundo a Tancredo (que foi também forçado a abandonar as suas pretensões sobre o condado de Edessa). 
Bertrando lucrou mais com este acordo quando, com a ajuda de uma frota genovesa, tomou Trípoli pouco tempo depois, a 12 de Julho de 1109. E quando Guilherme-Jordão foi assassinado alguns meses mais tarde, tornou-se no único governante do condado. Depois da sua morte a 21 de Abril de 1112, o território passou para o seu filho Pôncio de Trípoli - a herança de Raimundo de Saint-Giles na Terra Santa manteve-se na sua descendência até 1187, data em que passaria para os príncipes de Antioquia.